# Kojastu
Kojastu – wieś w Estonii, w prowincji Rapla, w gminie Vigala.